# Desert Road
Desert Road és una pel·lícula de thriller estatunidenca dirigida per Shannon Triplett. A la pel·lícula, Kristine Frøseth interpreta una dona jove que sembla estar atrapada en aquest lloc després d'un accident al desert de Mojave. Desert Road es va estrenar al South by Southwest el març de 2024. Ha estat subtitulada al català.

## Argument
Mentre condueix de Los Angeles a la seva ciutat natal a Iowa, una jove anomenada Clare té un accident de cotxe. Mentre espera la grúa, passa el temps amb la seva càmera. Fa fotos de la fàbrica propera. Al principi no hi ha res d'extraordinari en la seva exploració, fins que s'adona que a tot arreu que vagi la porta al mateix tram de la carretera al lloc de l'accident, a la benzinera on es va aturar moments abans i a la fàbrica.

## Repartiment
- Kristine Froseth: Clare
- Beau Bridges: Vell
- Frances Fisher: dona sense sostre
- Edwin Garcia II: conductor de camió de fàbrica
- Ryan Hurst: Steve
- Max Mattern: encarregat de la benzinera
- D. B. Woodside: Guàrdia de seguretat

## Producció

### Equip de filmació i repartiment
Va ser dirigit per Shannon Triplett, qui també va escriure el guió. Desert Road és el seu debut com a directora. Anteriorment, va treballar principalment a l'àrea d'efectes visuals per a pel·lícules, incloses diverses pel·lícules de la saga de Harry Potter.
Kristine Frøseth, coneguda per la pel·lícula Sharp Stick i la sèrie de televisió The Buccaneers, interpreta a Clare, la jove que explora els voltants i la fàbrica propera amb la seva càmera després de l'accident de cotxe. Els altres sis papers inclouen Ryan Hurst com el conductor de la grua Steve, Max Mattern com a empleat de la benzinera, D. B. Woodside com el guàrdia de seguretat de la fàbrica, Beau Bridges com el vell, Frances Fisher com la dona sense sostre i Edwin Garcia II com el conductor del camió. Rachel Dratch parla amb la mare de la jove en una breu conversa telefònica. Das Casting übernahm Susanne Scheel.

### Rodatge i banda sonora

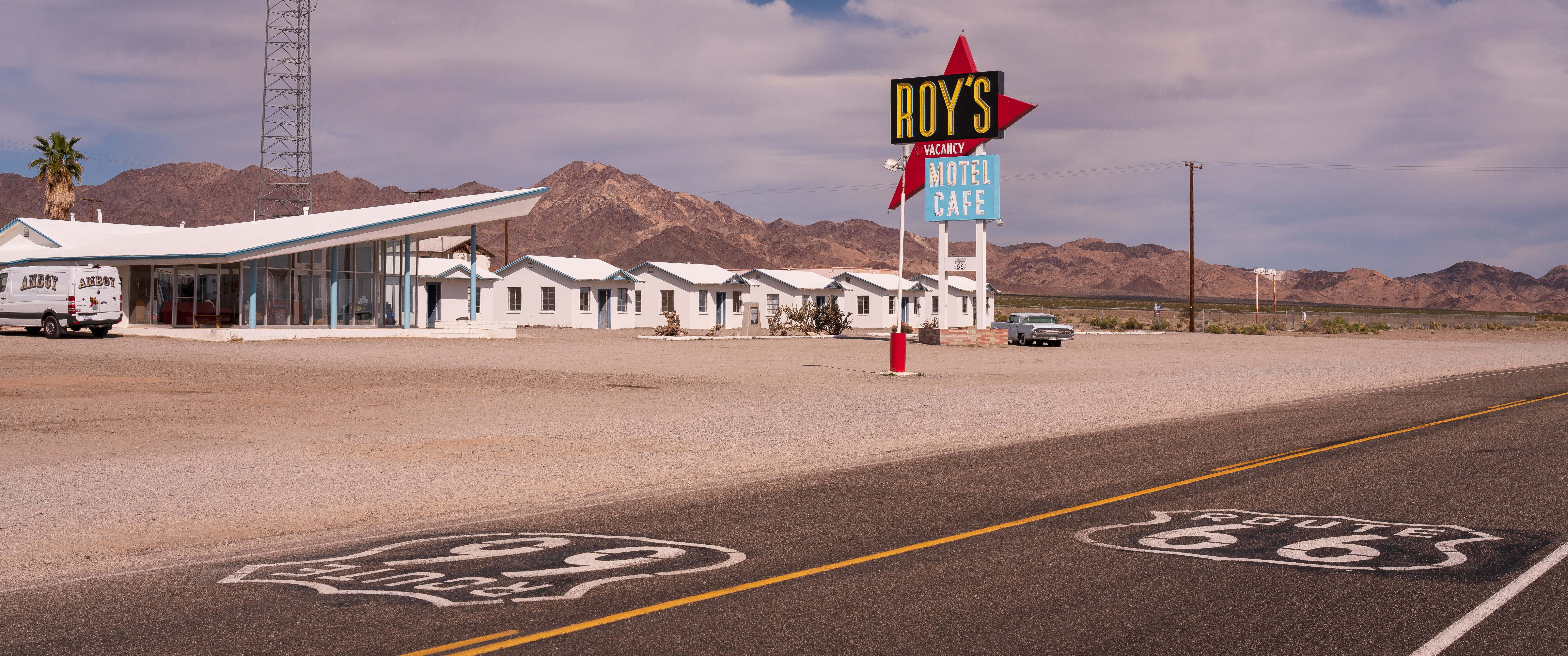
Amboy i la benzinera que hi ha es reconeixen a partir de diverses pel·lícules

El rodatge va tenir lloc a Amboy, Califòrnia. Situat a la Ruta 66 al mig del desert de Mojave, la ciutat és coneguda per diverses pel·lícules, com ara The Neon Demon. El càmera va ser el colombià Nico Navia, el treball recent del qual inclou una sèrie de curtmetratges i sèries de televisió.
La música de la pel·lícula va ser composta per Anna Drubich. Darrerament ha treballat en la comèdia de terror Werewolves Within de Josh Ruben, la pel·lícula de terror Barbarian de Zach Cregger i el drama fantàstic rus Master i Margarita.

### Llançament
L'estrena mundial de Desert Road va tenir lloc el 10 de març de 2024 al South by Southwest. A principis d'octubre de 2024, la pel·lícula es va projectar al LVII Festival Internacional de Cinema Fantàstic de Catalunya.

## Recepció
La pel·lícula va convèncer el 89 % dels crítics que apareixen a Rotten Tomatoes..
Al 'LVII Festival Internacional de Cinema Fantàstic de Catalunya 2024 va obtenir el Premi a la millor actriu (Kristine Frøseth)